# 厦门银行
厦门银行股份有限公司（简称：厦门银行、厦行；上交所：601187）的前身为1996年11月30日成立的厦门城市合作银行（英語：Xiamen City Cooperative Bank），1998年11月更名为厦门市商业银行股份有限公司（简称：厦商行，缩写仍然为），2008年引入包括富邦银行（香港）有限公司在内的新股东，并于次年11月更名为厦门银行股份有限公司。截至2016年末，厦门银行在厦门市，泉州，莆田，重庆，福州，三明，漳州等地共设有57家营业网点，在泉州成立控股子公司—福建海西金融租賃有限責任公司；在廈門自貿試驗區設立資金營運中心專營機構；在福建自貿試驗區福州片區創設全國首家理财專營機構—廈門銀行理财中心，资产总额1890亿元，存款1022亿元，貸款467.76亿元，股东權益92.55亿元，營业收入36.042亿元，利润总额13.65亿元，净利润10.33亿。
银行总部位于厦门市思明区湖滨北路101号商业银行大厦，法定代表人为董事长姚志萍。

## 发展历程
1995年4月，厦门市常务副市长朱亚衍主持了成立城市合作银行的第一次筹备会议，翻开了厦门银行历史的第一页。1996年11月30日，经中国人民银行总行批准，厦门城市合作银行由厦门市财政局、企业单位和个人共同参股组建成立，是一家独立法人资格的股份制商业银行，总行位于厦门市斗西路209号电控大厦。1997年，厦门城市合作银行实现了全部营业网店的电脑联网，并发行“银鹭储蓄卡”（借记卡）。1998年11月，厦门城市合作银行更名为厦门市商业银行。厦商行以“立足地方、面向中小、服务市民”作为市场定位，开展对公金融、个人金融和中间代理等业务，集中资金贷款支持厦门市的支柱产业和重点建设，扶持厦门市中小企业。2002年4月，厦商行成立国际金融部，并于同年加入SWIFT网络，正式对外开办外汇业务。2004年5月，厦商行与厦门易通卡运营有限公司合作，推出兼有借记卡和小额支付卡功能的“银鹭─e通”联名卡。

厦门市商业银行时代的行标

2007年11月17日，厦商行总部迁至厦门市思明区湖滨北路101号商业银行大厦（即现址）。2008年12月，厦商行完成增资扩股项目，引进了具有台资背景的境外战略投资者富邦银行（香港）有限公司，这是香港银行业第一次根据《CEPA补充协议四》的规定投资中国大陆的商业银行，也是台湾金融机构首例借道第三地投资中国大陆的商业银行；厦商行也成为中国大陆首家具有台资背景的商业银行。2009年初，原台北富邦银行个人金融总经理高朝阳出任厦商行行长，成为首位在中国大陆担任行长的台湾人。同年9月，厦商行获得中国银监会批准更名为厦门银行；并于11月30日的成立13周年庆典上正式对外宣布更名，同时对外宣布的还包括以四方蓝海和金黄色三角梅组成的新行标、企业定位口号“海西金融门户”，福州和泉州两地分行开设的筹备，以及与上海黄金交易所、招商银行、厦门市住房置业担保公司的合作签约。
2016年9月20日，由厦门银行发起设立的福建海西金融租赁有限责任公司（简称“海西金租”）成立，是厦门银行第一家控股子公司，亦是厦门银行向综合金融服务商迈出的第一步。
2022年底为止厦行作为针对台胞专属银行的业务特点，已陆续运营台商税易贷、台商流水贷、台商E企贷等专属台商类贷款产品，个人台胞的快速開戶等也是全中國銀行前列，兩岸資金往來也設立资金大三通和薪速汇、两岸速通等方案，其中晋江支行被選為对台特色支行所有人員更加專精培訓對台金融業務的知識。

## 主要股东
截至2018年12月，厦门银行的实收资本为5亿元，其中国家股占27.91%，境内法人股占46.99%，境外法人股及自然人股分别占19.99%和5.11%。原境外法人股全数为厦门银行的第二大股东富邦银行（香港）有限公司持有。2018年12月1日，富邦金控收購富邦银行（香港）有限公司持有的股份，成為第二大股东。
- 厦门市财政局（18.19%）
- 富邦金控（17.95%）
- 北京盛达兴业房地产开发有限公司（9.99%）
- 福建七匹狼集团有限公司（8.01%）
- 厦门港务海润通资产管理有限公司（4.49%）
- 佛山電器照明（4.16%）
- 大洲控股集团有限公司（3.79%）
- 泉舜集团（厦门）房地产股份有限公司（3.51%）
- 厦门华信元喜投资有限公司（2.27%）
- 江苏舜天股份有限公司（1.89%）

截至日期2020年10月27日